# Les Enquêtes du professeur Capellari
Les Enquêtes du professeur Capellari (Die Verbrechen des Professor Capellari) est une série télévisée policière allemande en 17 épisodes de 90 minutes diffusée entre le 2 janvier 1998 et le 25 décembre 2004 sur ZDF.
En France, la série est diffusée dès le 30 septembre 2001 sur France 3. Elle reste inédite dans les autres pays francophones.

## Synopsis
Le professeur Viktor Capellari est professeur en criminologie à l'université de Munich. Passionné par les loisirs, il passe son temps en dehors des cours dans sa maison à Starnberg.

## Distribution

### Acteurs principaux
- Friedrich von Thun (VF : Joël Martineau) : Prof. Viktor Capellari
- Sissy Höfferer (VF : Pascale Vital) : Karola Geissler (épisodes 4-17)
- Gilbert von Sohlern (de) : Horst Kreulich
- Irm Hermann : Hermine Feichtlbauer (épisodes 1-5)
- Karl Schönböck (VF : Jacques Berthier) : Prof. Johannes Capellari (épisodes 1-8)
- Liane Forestieri (de) : Maria Contro (épisodes 6-17)
- Dietrich Siegl (de) : Bruno Buchwald (épisodes 9-17)
- Erol Ünsalan : Möllewald (épisodes 1-4)

Note : La série a été doublée en France pour les épisodes 01 à 14, en Belgique, pour les 15 et 16. Le 17 ème et dernier ne fut jamais doublé.

## Épisodes
1. Ce lac est calme (Still ruht der See) (1998). Réalisé par Hans-Christoph Blumenberg[1].
2. Cœurs enflammés (Brennende Herzen) (1999). Réalisé par Helmut Metzger[2].
3. La Mort d'un roi (Tod eines Königs) (1999). Réalisé par Klaus Emmerich[3].
4. Le Coupable idéal (In eigener Sache) (1999). Réalisé par Helmut Metzger[4].
5. Une maison de rêve (Das Traumhaus) (2000). Réalisé par Klaus Emmerich[5].
6. Une rivalité mortelle (Tote schweigen nicht)  (2000). Réalisé par Helmut Metzger[6].
7. Les Faussaires (Zerbrechliche Beweise) (2001). Réalisé par Christian Görlitz[7].
8. Milena (Milenas Bücher) (2001). Réalisé par Thomas Jauch[8].
9. Faux Amis (Falsche Freunde) (2001). Réalisé par Helmut Metzger[9].
10. Détournements mortels (Tod in der Fremde) (2001). Réalisé par Helmut Metzger[10].
11. Une société honorable (Eine ehrenwerte Gesellschaft) (2002). Réalisé par Nikolai Müllerschön[11].
12. Juste un suicide (Nur ein Selbstmord) (2002). Réalisé par Nikolai Müllerschön[12].
13. Une épine dans la viande (Stachel im Fleisch) (2003). Réalisé par Nikolai Müllerschön[13].
14. Mélodie funèbre (Mord und Musik) (2003). Réalisé par Thomas Jauch[14].
15. Chocolat amer (Bittere Schokolade) (2003). Réalisé par Dirk Regel[15].
16. Commun "a cor" (Ein Toter kehrt zurück) (2004). Réalisé par Dirk Regel[16].
17. Titre français inconnu (Der letzte Vorhang) (2004). Réalisé par Thomas Jauch[17].